# Landboförening
Landboförening (danska: landboforening eller landøkonomisk selskab) är i Danmark en typ av föreningar, vilka, liksom de svenska hushållningssällskapen, har till uppgift att verka för utvecklingen av lantbruket och dess binäringar. 
De fyra äldsta landboföreningarna är Maribo amts økonomiske selskab (1809), Randers amts husholdningsselskab (1810), Fyns stifts patriotiske selskab (samma år) och Holbæk amts økonomiske selskab (1812). År 1911 fanns 115 dylika föreningar med tillsammans över 86 500 medlemmar, och 113 av dem var samlade i fyra grupper "samvirkende" landboforeninger, nämligen de jylländska sedan 1872, de själländska sedan 1880, de fynska sedan 1881, de lolländsk-falsterska sedan 1896 under ett gemensamt affärsutskott. 
Under det att det ursprungligen var höga ämbetsmän och stora godsägare, som stod i spetsen för landboföreningarna, blev det efter hand alltmera lantbrukets egna män, till stort antal egentliga bönder. De verkade dels genom föredrag och diskussionsmöten, dels genom inköp av ypperliga avelsdjur, upprättande av avelscentra. utgivande av rasstamböcker, anställande av lantbrukskonsulenter, anordnande av djur- och smörutställningar, föranstaltande av systematiska experiment eller kooperativa inköp av foder- och gödselmedel. Landboföreningerna gav även upphov till Heste- og kvægavlsforeninger samt till speciella så kallade kontrolforeninger, varvid man vill fixera förhållandet mellan fodermängden och mjölkavkastningen samt därigenom såväl lantbrukets räntabilitet som den enskilda kons prestationsförmåga.